# Vicente Aleixandre (metrostation)
Vicente Aleixandre is een metrostation in het stadsdeel Moncloa-Aravaca van de Spaanse hoofdstad Madrid. Het station werd geopend op 13 januari 1987 en wordt bediend door lijn 6 van de metro van Madrid.
Het metrostation is genoemd naar de dichter en Nobelprijswinnaar Vicente Aleixandre.